# Mishima (Shizuoka)
Pour les articles homonymes, voir Mishima.
Mishima (三島市, Mishima-shi) est une ville située dans la préfecture de Shizuoka, au Japon.

## Géographie

### Démographie
En 2010, la population de la ville de Mishima était de 111 430 habitants, répartis sur une superficie de 62,13 km2.

## Histoire
Mishima a été fondée le 29 avril 1941. 

### Transports

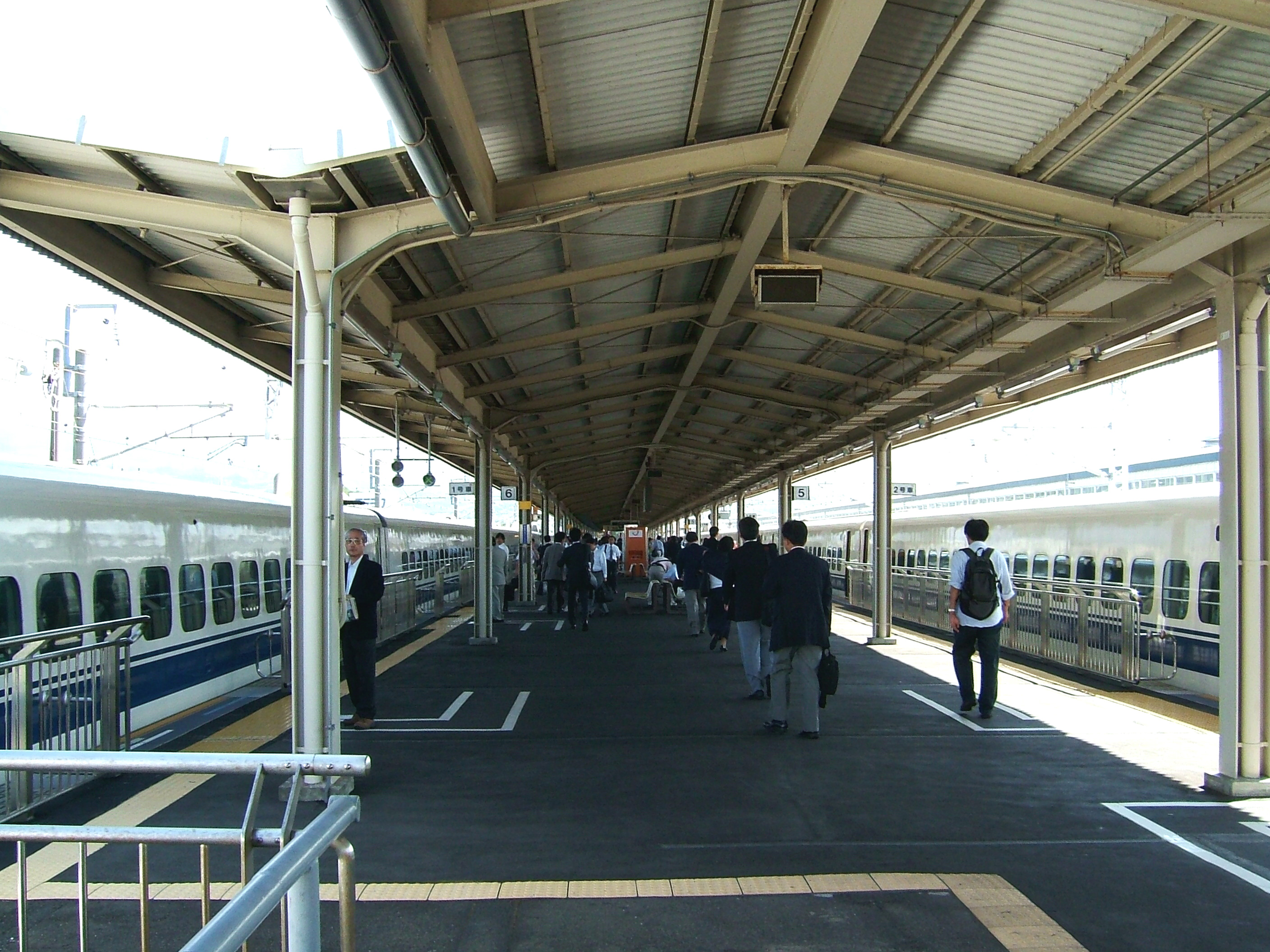
La gare de Mishima.

Mishima est desservie par la ligne Shinkansen Tōkaidō ainsi que par les lignes Tōkaidō et Sunzu.
La gare de Mishima est la principale gare de la ville.

## Jumelages
La ville de Mishima est jumelée avec les municipalités suivantes :
- Lishui (Chine) depuis le 12 mai 1997 ;
- New Plymouth (Nouvelle-Zélande) depuis le 29 avril 1991 ;
- Pasadena (États-Unis) depuis le 24 juillet 1957.

## Personnalités liées à la municipalité
L'écrivain Kimitake Hiraoke adopta le nom de la ville comme nom d'auteur : Yukio Mishima. Selon lui, la meilleure vue sur le mont Fuji se trouve à Mishima.